# Яковлево (Усвятский район)
Яковлево — деревня в Усвятском районе Псковской области России. Входит в состав Церковищенской волости (с 1995 года, ранее — в Церковищенский сельсовет). 

## География
Находится на юге региона, в северо-восточной части района, на реке Усвяча, вблизи впадения притока Гастовка. в 27 км от райцентра Усвяты и в 21 км от волостного центра Церковище.
Уличная сеть не развита.

## Население
| 2001 | 2002 | 2010 |
| ---- | ---- | ---- |
| 28   | ↘22  | →22  |

Численность населения деревни по оценке на начало 2001 года составляла 28 человек.

## Инфраструктура
Личное подсобное хозяйство.
Почтовое отделение, обслуживающее д. Яковлево — 182583; расположено в волостном центре д. Церковище.

## Транспорт
Выезд на дорогу 58К-032 Великие Луки — Усвяты. Автобусный маршрут 230 из пос. Усвяты.